# Verena Stolcke
Verena Stolcke (Dessau, 1938) es una antropóloga alemana residente en España, catedrática emérita en el Departamento de Antropología Social y Cultural de la Universidad Autónoma de Barcelona. Defensora de la antropología histórica, sus investigaciones son pioneras en los estudios de raza y género. En sus trabajos ha investigado cómo distintos criterios de clasificación social tales como la clase social, las doctrinas raciales y sistemas de género se articulan en la configuración de las desigualdades de género. Entre los temas centrales destacan el nacionalismo, el racismo, la ciudadanía y la biotecnología. En la actualidad es investigadora principal en el grupo AHCISP (Antropología e Historia de la Construcción de las Identidades Sociales y Políticas) de la Universidad Autónoma de Barcelona.

## Biografía
Nació en Alemania y su familia emigró a Argentina en 1948 por lo que allí vivió su infancia y juventud junto a su hermano gemelo, creciendo en una colonia alemana en la que no se hablaba sobre la Segunda Guerra Mundial y el exterminio de los judíos. Verena empezó a interesarse por el racismo y los nacionalismos. También vivía el valor de la virginidad en la sociedad argentina de los años cincuenta, lo cual enriqueció su trabajo antropólogico más tarde.
Diez años después fue a estudiar a Múnich donde tras formarse como secretaria multilingüe trabajó varios años en Múnich, Alemania. En 1962 la Fundación Thyssen la contrató como asistente de investigación de un grupo de economistas y sociólogos que estaba localizado en la Universidad de Stanford, EE. UU. Allí empezó con cursos nocturnos a estudiar antropología, explica en una entrevista años más tarde. Posteriormente continuó sus estudios de antropología social en el Institute of Social Anthropology en la Universidad de Oxford, donde preparaba el doctorado su marido, un barcelonés, padre de sus dos hijas. Terminó sus estudios en 1966. Se doctoró bajo la dirección de Peter Rivière en 1970 en el mismo departamento con una tesis de antropología histórica sobre sexualidad y racismo en la Cuba colonial.

Me encontré con una documentación extraordinaria sobre el control
por parte del gobierno colonial sobre los matrimonios, en especial entre blancos y
gente de ‘color’, sobre la oposición paterna a matrimonios que consideraban desiguales.
En esta documentación queda patente la enorme importancia social y simbólica
que adquieren los cuerpos sexuados y en especial el control de la sexualidad de las
mujeres en una sociedad estructurada por criterios racistas. En la Cuba colonial la
preeminencia social de las élites blancas dependía de la pureza racial y ésta, a su vez,
dependía de la honra sexual de las mujeres, mientras que las mujeres de ‘color’ eran
vistas como presas fáciles de los hombres blancos.
Verena Stolcke. Un diálogo con Verena Solcke (2011)

Mientras realizaba su doctorado nacieron sus hijas Nuria e Isabel en 1966 y 1969. Sus experiencias personales coincidieron con el comienzo del debate feminista en Inglaterra y así se “hizo feminista en la cocina”, criticando la concepción social de la maternidad como destino exclusivo para las mujeres, así como la mala división del trabajo doméstico.
En 1967 acompañando a su marido que consiguió un intercambio en la Universidad de Cuba se trasladó a la isla donde realizó una investigación en el Archivo Nacional de Cuba (1967-1968) descubriendo, trabajando en la intersección, qué había entre lo que hoy en día se denomina clase, raza y género en la Cuba colonial. 
Su tesis, reivindica Stolcke, "no sólo fue pionera en la antropología histórica, también aportó muchos aspectos a la teoría feminista, era un análisis de la intersección entre la ideología racionalista y la lógica de los valores sexuales en el caso de la Cuba colonial y esclavista".
Tras la publicación de las investigaciones sobre el racismo y la sexualidad de la Cuba colonial recibió una oferta de la Universidad Estatal de Campinas en Sao Paulo como profesora de antropología. Allí en 1970 fue cofundadora del Departamento de Antropología Social con Peter Fry y Antonio Augusto Arantes. Trabajó como profesora durante nueve años mientras continuaba con sus estudios, entre ellos un trabajo de campo con mujeres jornaleras en una plantación de café en São Paulo, y la subordinación de las mujeres, el trabajo y la desigualdad laboral.
En 1975 regresaron a Barcelona y en 1984 obtuvo una plaza en el Departamento de Antropología Social y Cultural de la Universitat Autònoma de Barcelona como profesora encargada de curso y a partir de 1984 como profesora titular. Dirigió este departamento 1998 y 2000 y fue nombrada catedrática en 2000.
En 2001 asumió el cargo de Presidenta del Institut Català d’Antropologia y formó parte de la Junta hasta 2016.
Desde 2009 es profesora emérita del Departamento de Antropología Social y Cultural de la Universidad Autónoma de Barcelona.
Durante su trayectoria académica Verena ha realizado estancias como profesora visitante y investigadora en numerosas universidades de Europa, las Américas y África, ha formado parte de un gran número de instituciones, como, por ejemplo, la EASA (European Association of Social Anthropologists) y ha desempeñado el cargo desde 2002.
De 1994 a 2001 presidió la Comisión de Ética en Experimentación Animal y Humana de la Universidad Autónoma de Barcelona.

## Opresión de las mujeres y culturas
En su reflexión sobre la situación de las mujeres y su opresión en nombre de las culturas defiende que son las propias mujeres afectadas por estos usos u costumbres quienes "pueden y deben organizarse para rechazarlas" cuestionando el que en las cuestiones sobre la diversidad cultural se saquen a relucir siempre el velo y las mutilaciones genitales femeninas, mientras que -ella dice- el interés por la condición general de las mujeres suele ser más bien mínimo:

Esta es una cuestión muy delicada. Yo creo que son las propias mujeres afectadas por estos usos y costumbres quienes pueden y deben organizarse para rechazarlas, como de hecho ya lo están haciendo. Me resulta además molesto cuando en discusiones sobre la diversidad cultural se sacan a relucir siempre de nuevo el velo y las mutilaciones genitales femeninas, mientras que el interés por la condición general de las mujeres suele ser más bien mínimo. Las críticas bien pensantes occidentales sólo pueden conducir a un atrincheramiento cultural. Lo que hace falta es el diálogo y, de hecho, ya está ocurriendo como muestran algunos trabajos conjuntos recientes. El argumento según el cual ‘la cultura’ justifica cualquier cosa es demasiado cómodo.
Desde la antropología podemos hacer una contribución importante a la comprensión que es imprescindible para que haya un diálogo fértil.

## Publicaciones
Referencias de algunas de sus publicaciones:
- Racismo y Sexualidad en la Cuba Colonial. Alianza Editorial 1992
- ¿Es el sexo para el género como la raza es para la etnicidad? (1992) Mientras Tanto 48[9]
- La 'naturaleza' de la nacionalidad[10]
- Citizenship and Exclusion", (1997) Veit Bader (London: Macmillan Press Ltd., 1997)
- “El sexo de la biotecnología” en Genes en el laboratorio y en la fábrica, editado por Alicia Durán & Jorge Riechmann (Madrid: Editorial Trotta, 1998).
- "Mujeres invadidas",
- "El impacto de la conquista de América en las mujeres"
- M. Clua, A. Coello, M. Martínez Mauri, J.- Ll. Mateo, J. Muela, M. Ojeda, V.Stolcke i M. Ventura (AHCISP) – UAB (2006) “ Per una reflexió crítica sobre la noció de mestissatge ” Periferia, Revista de recerca i investigació en antropologia, vol. 4
- Stolcke, V. i Coello, A. (eds.) (2007) Identitades ambivalentes en América Latina (siglos XVI-XXI) , Editorial Bellaterra, Bellaterra
- Stolcke, V. “Homo clonicus. ¿Entre la naturaleza y la cultura?”, en R.D. Díaz Cruz y A. González Echevarría (coords), Naturaleza, cuerpos y culturas. Metamorfosis e intersecciones, México: UNAM, 2010, 279-316.
- Stolcke, V. “¿Qué tiene que ver el género con el parentesco?”, en V. Fons, A. Piella y M. Valdés (eds), Procreación, crianza y género. Aproximaciones antropológicas a la parentalidad, 2010, 319-334.
- Stolcke, V. ¿“Es el sexo para el género como la raza para la etnicidad?”, re-editado en F. Cruces Villalobos y B. Pérez Galán (eds), Textos de Antropología Contemporánea, Madrid: Universidad Nacional de Educación a Distancia, 2010: 315- 348.
- Stolcke, V. “Novas tecnologías reproductivas, tambem llamadas de tecnologías reproductivas assistidas”, en A.C. de Souza Lima (coord.gral.), Antropología & Direito, Temas Antropológicos para Estudos Jurídicos, Rio de Janeiro/Brasilia: Asociaçao Brasileira de Antropologia, 2012, 485-495.
- Stolcke, V. “Homo Clonicus”, en P. Essed & G. Schwab (coords), Clones, Fakes and Posthumans: Cultures of Replication, Amsterdam-New York, Editions Rodopi, 2012: 25-43.

## Premios y reconocimientos
- 2021 Pioneras - Aitzindariak, documental dirigido por Inge Mendioroz sobre el germen de la Antropología Feminista en el Estado español en paralelo con la disciplina antropológica. Stolcke y las otras dos protagonistas del audiovisual Teresa del Valle y Dolores Juliano, fueron importantes referentes en ese proceso.[11]